# Ixora vaughanii
Ixora vaughanii là một loài thực vật có hoa trong họ Thiến thảo. Loài này được (Verdc.) Mouly & B.Bremer mô tả khoa học đầu tiên năm 2009.